# Benoist Apparu

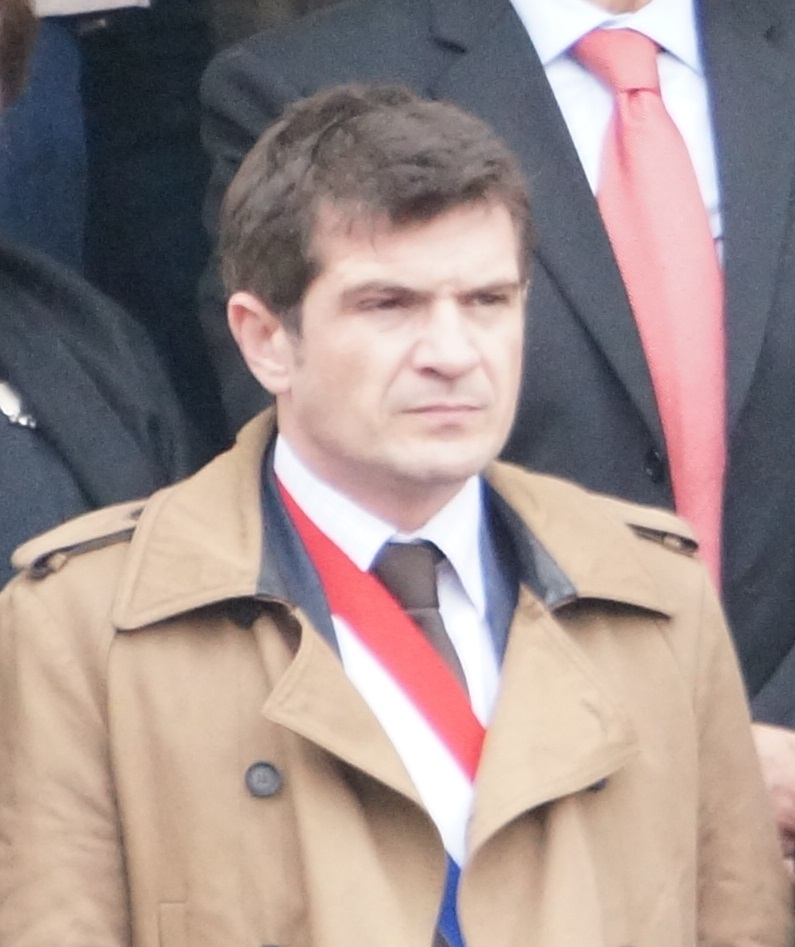
Benoist Apparu, 2014

Benoist Apparu (* 24. November 1969 in Toulouse) ist ein französischer Politiker (bis 2017 UMP/Les Républicains). Er war Abgeordneter in der Nationalversammlung und von 2009 bis 2012 Staatssekretär bzw. beigeordneter Minister für Wohnungswesen. Seit 2014 ist er Bürgermeister der Stadt Châlons-en-Champagne.

## Leben
Apparu absolvierte ein Studium an der Université Paris 1 Panthéon-Sorbonne, das er mit einem DESS in Internationalem Wirtschaftsrecht abschloss.
Ab 1989 engagierte er sich bei der Jugendorganisation des gaullistischen Rassemblement pour la République (Les Jeunes du RPR), deren nationaler Vorsitzender er von 1994 bis 1996 war. Er arbeitete als Abgeordnetenmitarbeiter von Bruno Bourg-Broc. Von 1996 bis 1997 war er nationaler Sekretär des RPR für Jugendpolitik. Bei der Kommunalwahl 2001 wurde er zum beigeordneten Bürgermeister von Châlons-en-Champagne gewählt (unter Bourg-Broc als Bürgermeister), zuständig für Jugend und Kommunikation. Zudem wurde er 2002 Büroleiter von Xavier Darcos, damals beigeordneter Minister für Schulbildung bzw. ab 2004 für Zusammenarbeit und Entwicklung. Von 2005 bis 2007 war Apparu Berater bzw. stellvertretender Kabinettschef der beigeordneten Ministerin für sozialen Zusammenhalt Catherine Vautrin.
Als Nachfolger seines politischen Mentors Bruno Bourg-Broc wurde Apparu bei der Parlamentswahl 2007 zum Abgeordneten des 4. Wahlkreises des Départements Marne (in dem Châlons-en-Champagne liegt) gewählt. Neben seinem Mandat in der Nationalversammlung blieb er Beigeordneter von Châlons-en-Champagne, nach der Kommunalwahl 2008 mit Zuständigkeit für nachhaltige Entwicklung und Lebensqualität. Zudem wurde er zum Vizepräsidenten des Gemeindeverbands Communauté d’agglomération de Châlons-en-Champagne gewählt. Am 23. Juni 2009 wurde Apparu zum Staatssekretär für Wohnungswesen (unter Umwelt- und Energieminister Jean-Louis Borloo) im Kabinett Fillon II ernannt. Im Kabinett Fillon III war unterstand er der Umwelt- und Bauministerin Nathalie Kosciusko-Morizet, am 22. Februar 2012 wurde seine Position zum beigeordneten Minister aufgewertet. Nach dem Regierungswechsel im Mai 2012 wurde Apparu erneut in die Nationalversammlung gewählt, wo er nun der Opposition angehörte.
Bei der Kommunalwahl 2014 trat Bruno Bourg-Broc nach 19 Jahren an der Stadtspitze nicht mehr an. Als sein Nachfolger wurde Apparu mit 46,5 % im zweiten Wahlgang zum Bürgermeister von Châlons-en-Champagne gewählt. Bei der Vorwahl von Les Républicains (neuer Name der UMP) und verbündeter Mitte-rechts-Parteien für die Präsidentschaftswahl 2017 gehörte Apparu zunächst zum Team von Alain Juppé. Nach dessen Niederlage wurde er ein Sprecher des Kandidaten François Fillon. Als jedoch die Affäre um die fiktive Beschäftigung von Fillons Frau bekannt wurde, distanzierte sich Apparu von diesem. Bei der Parlamentswahl 2017 trat Apparu nicht mehr an, um sich auf sein Bürgermeisteramt an. Ende 2017 trat er aus der Partei Les Républicains aus. Bei der Kommunalwahl 2020 trat er als „parteiloser Rechter“ (divers droite) mit Unterstützung der Partei La République en Marche an und wurde wiedergewählt.